# ليليان راندولف
ليليان راندولف (بالإنجليزية: Lillian Randolph)‏ هي مغنية وموسيقية وممثلة أمريكية، ولدت في 14 ديسمبر 1898 في نوكسفيل في الولايات المتحدة، وتوفيت في 12 سبتمبر 1980 في لوس أنجلوس في الولايات المتحدة بسبب سرطان.

## أعمال

### أفلام
- (1946) إنها حياة رائعة[7]
- (1947) الباعة المتجولون
- (1947) العازب وبوبي سوكسر

## وصلات خارجية
- ليليان راندولف على موقع IMDb (الإنجليزية)
- ليليان راندولف على موقع ألو سيني (الفرنسية)
- ليليان راندولف على موقع تيرنر كلاسيك موفيز (الإنجليزية)
- ليليان راندولف على موقع أول موفي (الإنجليزية)
- ليليان راندولف على موقع قاعدة بيانات الأفلام السويدية (السويدية)
- ليليان راندولف على موقع إن إن دي بي (الإنجليزية)
- ليليان راندولف على موقع قاعدة بيانات الفيلم (الإنجليزية)
- ليليان راندولف على موقع كينوبويسك (الروسية)